# Allied - Un'ombra nascosta
Allied - Un'ombra nascosta (Allied) è un film del 2016 diretto da Robert Zemeckis.
Il film, con protagonisti Brad Pitt e Marion Cotillard, è basato su una storia che lo sceneggiatore Steven Knight venne a conoscere all'età di 21 anni da quella che era all'epoca la sua ragazza, riguardante un parente di quest'ultima che aveva prestato servizio presso i servizi segreti del Regno Unito.

## Trama
Durante la seconda guerra mondiale, nel 1942, un comandante di aviazione franco-canadese, Max Vatan, viene paracadutato nel deserto del Marocco Francese, per poi arrivare a Casablanca ed incontrarsi con l'agente e già partigiana francese Marianne Beausejour fingendosi il suo consorte. Insieme, i due devono riuscire ad introdursi come invitati al ricevimento tenuto dal locale ambasciatore tedesco col fine di assassinarlo. L'operazione è un successo e fra i due nasce il più imprevedibile ed incauto degli amori. Riescono a tornare a Londra, dove si sposano, hanno una figlia, Anna, e vivono come una famiglia normale.
Un giorno però Max viene convocato dai suoi superiori, che gli rivelano che la moglie è sospettata di spionaggio per conto dei nazisti; ritengono che sia una spia che ha sostituito la vera Marianne Beausejour, rimasta uccisa a Dieppe nel 1941, e che l'ambasciatore assassinato dalla coppia non fosse altro che un dissidente che lo stesso Hitler voleva morto. A Max viene detto di aspettare una chiamata da parte dei servizi segreti alle 23:07 del giorno stesso, in cui gli sarà dettata una falsa informazione da trascrivere su un taccuino, per verificare se la moglie, una volta letto il messaggio, lo invierà ai tedeschi. Se così fosse, sarà Max a dover giustiziare la moglie; se si rifiuterá di farlo, entrambi verranno impiccati con l'accusa di alto tradimento.
Max, non dandosi pace ed essendo convinto che la moglie sia innocente, inizia a investigare a sua volta, andando alla ricerca delle persone con cui Marianne aveva lavorato sotto copertura in Francia. Dalle sue ricerche scopre che Marianne, durante una festa a cui era stata invitata molta gente dell'alta società nazista, aveva suonato la Marsigliese al pianoforte nel bel mezzo della serata. Dopo questa notizia Max torna a casa dalla moglie, la porta al solito bar e qui le chiede di suonargli la Marsigliese al pianoforte. Marianne, non essendo capace di suonare, confessa la verità al marito, rivelandogli di aver già inviato l'informazione falsa e spiegando di esser stata costretta a fare il doppio gioco da agenti nazisti sotto copertura a Londra, i quali minacciavano di uccidere la piccola Anna.
Max, scoprendo la verità ed amando la moglie ben più dei propri doveri di militare, la risparmia e decide di scappare in Svizzera assieme a lei ed alla bambina, tentando di salire con loro su un aereo all'aeroporto militare vicino alla sua base di distaccamento. Mentre Max tenta di far partire senza successo l'aereo, lui e la sua famiglia vengono raggiunti da Frank, il capo di Max, che gli ordina di arrendersi. Nel momento in cui Max tenta di convincerlo a lasciarli andare, Marianne, dopo aver chiesto al marito di prendersi cura della loro bambina e dopo aver rinnovato il suo amore per entrambi, si suicida con un colpo di pistola alla testa. Avendo assistito alla terribile scena, Frank decide di assolvere Max dalle accuse di alto tradimento, ordinando ai presenti di scrivere nel rapporto di come Max abbia giustiziato la moglie.
Con ancora negli occhi Max distrutto dal dolore, subentra una retrospezione di Marianne impegnata nello scrivere alla figlia ed al marito una lettera d'addio: la lettera, scritta proprio il giorno prima che la sua copertura saltasse, è firmata Marianne Vatan a testimonianza di come, a prescindere dai suoi trascorsi di spia, sia stata questa l'identità che abbia sentito sua più di ogni altra. Il film si chiude su Max ed Anna, oramai divenuta grande, che passeggiano in un ranch di Medicine Hat, Canada, luogo in cui Max sognava di vivere una volta finita la guerra. Un'ultima inquadratura si posa sulle numerose fotografie nel soggiorno del ranch, soffermandosi su una in particolare: quella che ritrae Max e Marianne, felici, il giorno delle nozze.

## Produzione
Il budget del film è stato di 85 milioni di dollari.

## Promozione
Il primo trailer del film viene diffuso il 12 agosto 2016.

## Distribuzione
La pellicola è stata distribuita nelle sale cinematografiche statunitensi a partire dal 23 novembre 2016, mentre in Italia dal 12 gennaio 2017.

## Accoglienza

### Incassi
Il film ha incassato 119520023 $ in tutto il mondo.

### Critica
Sul sito Rotten Tomatoes il film riceve il 61% delle critiche professionali positive, con un punteggio medio di 6,2 su 10, basato su 186 recensioni, mentre su Metacritic ottiene un punteggio di 60 su 100, basato su 44 recensioni.

## Riconoscimenti
- 2017 - Premio Oscar[8]
  - Candidatura per i migliori costumi
- 2017 - British Academy Film Awards[9]
  - Candidatura per i migliori costumi a Joanna Johnston
- 2017 - Satellite Award[10]
  - Candidatura per la migliore scenografia a Gary Freeman
  - Candidatura per il miglior suono
- 2017 - Critics' Choice Awards[11]
  - Candidatura per i migliori costumi a Joanna Johnston
- 2017 - Visual Effects Society[12]
  - Candidatura per i migliori effetti speciali di supporto in un film
- 2017 - Jupiter Award
  - Candidatura per il miglior attore internazionale a Brad Pitt
- 2017 - Saturn Award[13]
  - Candidatura per il miglior film d'azione / avventura